# عيسى الريمي
عيسى أيمن الريمي مواليد 1 يوليو 1992 في السعودية، هو لاعب كرة قدم سعودي في نادي الساحل.

## مسيرة اللاعب
لعب سابقاً في نادي الإتحاد في الفئات السنية و نادي جدة ونادي التقدم ونادي البكيرية ونادي الطائي ونادي الساحل ونادي بيشة ونادي السد ونادي الرياض ونادي الروضة ونادي الجبيل.